# Psammoecus longicornis
Psammoecus longicornis es una especie de coleóptero de la familia Silvanidae.

## Distribución geográfica
Habita en el oeste de África.